# Йохан IV фон Бургзолмс
Йохан IV (III) фон Бургзолмс (на немски: Johann III von Burgsolms; † 7 март 1402) от род Золмс е граф на Золмс в Бургзолмс.
Той е третият син на граф Йохан I фон Золмс († 1354/1356) и съпругата му Ирмгард фон Билщайн († сл. 1371). Брат е на Дитрих II († 1371), женен за Мехтилд фон Витгенщайн, Хайнрих, каноник в Майнц и Кьолн († сл. 1403), Херман, каноник в Кьолн († 1345) и на Катарина фон Золмс-Спонхайм († 1399), омъжена пр. 25 февруари 1341 г. за Салентин IV фон Изенбург-Гренцау († сл. 1364).
Около 1250 г. графството Золмс е разделено на териториите Золмс-Бургзолмс (до 1416), Золмс-Кьонигсберг (до 1363) и Золмс-Браунфелс.

## Фамилия
Йохан IV се жени пр. 11 ноември 1367 г. за Елизабет фон Золмс-Браунфелс († 23 август 1386), вдовица на Филип фон Золмс-Кьонигсберг († 1364/1365), дъщеря на граф Бернхард I фон Золмс-Браунфелс († 1347/1349). Те имат децата:
- Йохан V (IV, VI) († между 15 март и 2 септември 1415), граф на Золмс в Бургзолмс, женен ок. 1404 г. за Агнес вилдграфиня в Кирбург, нямат деца
- Катарина I (* ок. 1390; † сл. 2 септември 1415), омъжена пр. 27 юли 1386 г. за граф Йохан IV фон Сайн-Витгенщайн († 1436)
- Катарина фон Золмс II († сл. 1407), омъжена за Йохан фон Витгенщайн